# Пиля
Пиля — упразднённая в 2016 году деревня в Уржумском районе Кировской области России. Входил в состав Лопьяльского сельского поселения.

## География
Находится в юго-восточной части области, в зоне хвойно-широколиственных лесов, на расстоянии приблизительно 18 километров на юг от города Уржума, административного центра района.

## Климат
Климат характеризуется как континентальный, умеренно холодный. Среднегодовая температура — 1,9 °C. Средняя температура воздуха самого холодного месяца (января) составляет −12,5 °C (абсолютный минимум — −45 °С); самого тёплого месяца (июля) — 18,5 °C (абсолютный максимум — 36 °С). Безморозный период длится в течение 126—131 день. Годовое количество атмосферных осадков — 496—545 мм, из которых 245—275 мм выпадает в период с мая по сентябрь. Снежный покров держится в течение 150 дней.

## История
Известна была с 1802 года, когда здесь было учтено 50 ясашных душ (мужского пола). В 1873 году здесь было учтено дворов 42 и жителей 324, в 1905 67 и 434, в 1926 86 и 398, в 1950 54 и 185. В 1989 году учтен 6 жителей. По состоянию на 2020 год опустела.
Снят с учёта 29.02.2016.

## Население
| 2010 |
| ---- |
| 1    |

### Национальный состав
Согласно результатам переписи 2002 года в деревне проживали 2 человека (русские и украинцы по 50 %).

## Инфраструктура
Было личное подсобное хозяйство.

## Транспорт
Автодорога.